# صومعه اوستروگ
صومعه اوستروگ (به صربی Манастир Острог/Manastir Ostrog - به انگلیسی Monastery of Ostrog)، صومعه‌ای است متعلق به کلیسای ارتدوکس صربستان در مونته‌نگرو که بر روی صخره بسیار بزرگ به نام «اوستروسکا گردا» (به صربی Ostroška Greda)، واقع شده است.
صومعه در دل یک غار کنده‌کاری شده و از بیرون تنها یک نمای سفید از آن قابل دیدن است. سازنده این صومعه، اسقف اعظم هرزگوین «اسوتی واسیله» می‌باشد که از سال ۱۶۷۱ میلادی جسم او در این مکان آرمیده است. این صومعه دو کلیسا درون خود دارد که با نقاشی‌های دیواری که بعضی از آن‌ها روی دیوار کشیده شده‌اند، آراسته شده است.

## نگارخانه

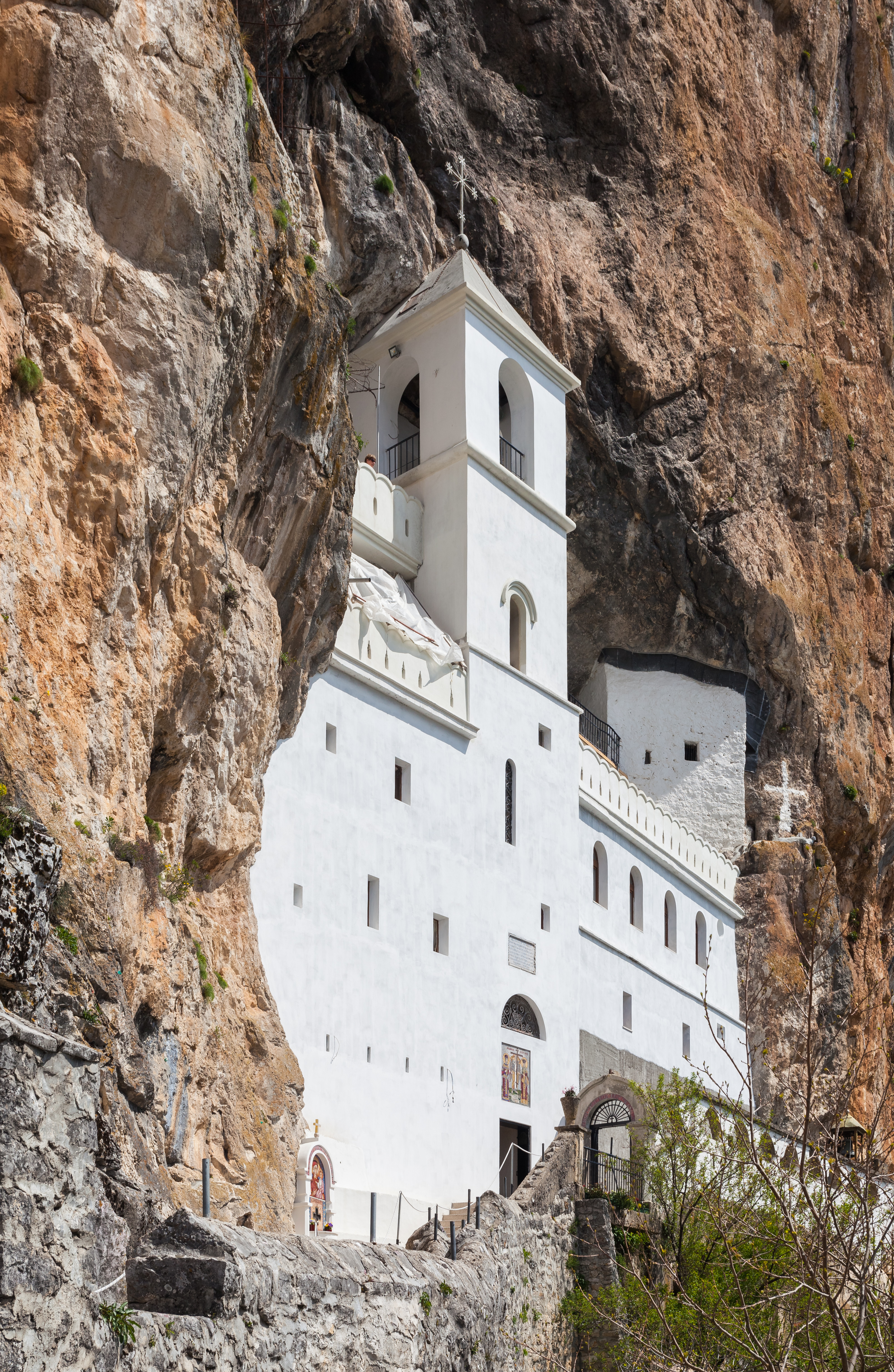
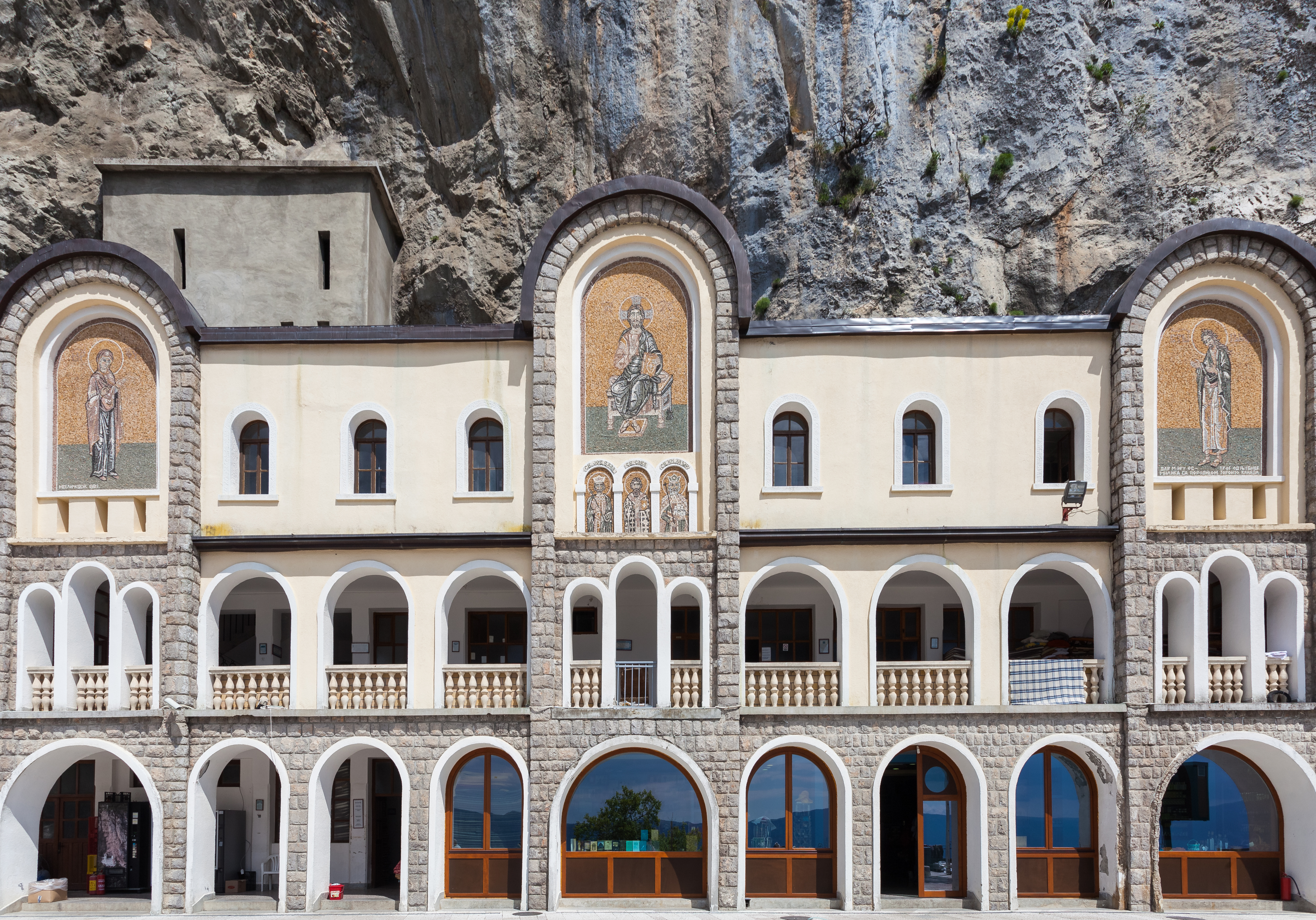